# Alice Orlowski
Alice Elisabeth Minna Orlowski (z domu Elling) (ur. 30 września 1903 w Berlinie, zm. 1976) – niemiecka nadzorczyni SS (SS-Aufseherin) w niemieckich nazistowskich obozach koncentracyjnych Ravensbrück, Majdanek, Auschwitz-Birkenau i Plaszow oraz zbrodniarka wojenna.

## Życiorys
Zanim rozpoczęła swoją służbę obozową była właścicielką restauracji w Akwizgranie. Po przeszkoleniu w Ravensbrück, w październiku 1942 skierowano ją do Majdanka. W tym obozie Orlowski okazała się jedną z najokrutniejszych strażniczek, katując podległe jej więźniarki na każdym kroku oraz posyłając chore do komór gazowych. W Majdanku za swoją gorliwą służbę uzyskała awans na Kommandoführerin – kierowniczkę drużyny sortującej mienie ofiar wysyłanych na śmierć w komorach gazowych. Po zamknięciu obozu przeniesiono ją do Płaszowa, a następnie do Auschwitz, gdzie między innymi brała udział w ewakuacji tego obozu. Świadkowie stwierdzili, że w trakcie marszu śmierci więźniów z Oświęcimia do Wodzisławia Śląskiego jej zachowanie zmieniło się i pomagała im, dostarczając między innymi wodę. Pod koniec wojny powróciła do Ravensbrück, gdzie zaczynała swoją karierę obozową.
Po zakończeniu wojny Orlowski została schwytana przez władze radzieckie i wydana Polsce celem osądzenia. Była jedną z oskarżonych w pierwszym procesie oświęcimskim. Najwyższy Trybunał Narodowy uniewinnił ją z zarzutu zabijania więźniów, natomiast za ich maltretowanie i bicie skazał Orlowski 22 grudnia 1947 na 15 lat pozbawienia wolności (z więzienia została wypuszczona w 1957). Po raz drugi stanęła przed sądem (tym razem zachodnioniemieckim) w 1975, by odpowiedzieć za swoje zbrodnie popełnione w Majdanku (był to trzeci proces załogi Majdanka). Zmarła jednak w 1976, nie doczekawszy końca procesu.